# Lucky Lekgwathi
Lucky Lehlohonolo Lekgwathi (ur. 1 sierpnia 1976 w Garankuwie) – południowoafrykański piłkarz występujący na pozycji obrońcy. Zawodnik klubu Orlando Pirates.

## Kariera klubowa
Lekgwathi karierę rozpoczynał w 1997 roku w zespole Real Rovers z National First Division (II liga). W 1999 roku przeszedł do innego zespołu tej ligi, Ria Stars. W 2000 roku awansował z nim do Premier Soccer League. Tam w barwach Ria Stars grał przez 2 lata. W 2002 roku odszedł do Orlando Pirates, także grającego w Premier Soccer League. W 2003 roku wywalczył z nim mistrzostwo RPA. Sukces ten powtórzył także w 2011 roku oraz w 2012 roku. W 2011 roku wraz z klubem zdobył również Puchar RPA.

## Kariera reprezentacyjna
W reprezentacji RPA Lekgwathi zadebiutował w 2002 roku. W 2005 roku został powołany do kadry na Złoty Puchar CONCACAF. Zagrał na nim w meczach z Meksykiem (2:1), Jamajką (3:3), Gwatemalą (1:1) i Panamą (1:1, 3:5 w rzutach karnych). Tamten turniej drużyna RPA zakończyła na ćwierćfinale.
W latach 2002–2005 w drużynie narodowej Lekgwathi rozegrał łącznie 14 spotkań.